# Monomma nigritum
Monomma nigritum es una especie de coleóptero de la familia Monommatidae.

## Distribución geográfica
Habita en Madagascar.